# Chogolisa
Chogolisa lub Bride Peak – szczyt w pakistańskiej części Karakorum o wysokości 7665 m n.p.m. Leży w pobliżu lodowca Baltoro, w rejonie, w którym leżą jedne z najwyższych szczytów świata. Chogolisa ma kilka wierzchołków, z których najwyższe to: 
- południowo-zachodni (Chogolisa I) - 7665 m,
- północno-wschodni (Chogolisa II) - 7654 m.

Pierwszego wejścia dokonali dwaj austriaccy wspinacze: Fred Pressl i Gustav Ammerer 2 sierpnia 1975 r. W 1958 r. członkowie japońskiej wyprawy: M. Fujihira i K. Hirai zdobyli jako pierwsi niższy wierzchołek (Chogolisa II).